# Kleió

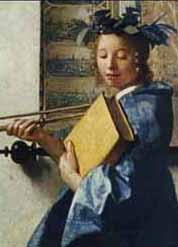
Vermeer:"A festészet allegóriája", részlet, Kleio

Kleió (görög betűkkel: Κλειώ; latinosan: Clio) múzsa, a görög mitológia istennője, Zeusz és Mnémoszüné lánya. A kilenc múzsa között ő a történetírás és a heroikus költészet megtestesítője. Pierusz makedón királytól született fia Hüacinth. Egyes források Hümenaiosz anyjaként is megnevezik. Kleiót gyakran papirusztekerccsel, vagy táblácskákkal  a kezében ábrázolják.
A κλέω/κλείω név jelentései "elbeszélő" vagy a "dicsőség hírnöke".

## Érdekességek
- Κλείω kis falu Leszbosz szigetének északi részén, Görögországban;
- 84 Clio aszteroida;
- A gazdaságtörténet-írás egyik, az ökonometria módszertanán alapuló ága (kliometria) - részletesebben: Eddie, Scott M.: Ami köztudott, az igaz is? Bevezetés a kliometrikus történetírás gondolkodásmódjába. Csokonai, Debrecen 1996.;
- Clioidák a tengeri pillangók (tengeri szárnyas csigák) egyik családja.
- A francia Renault autógyár egyik szériájának neve: Renault Clio.